# Jean Pépin (homme politique)
Pour les articles homonymes, voir Jean Pépin et Pépin.
Jean Pépin, né le 23 novembre 1939 à Villefranche-sur-Saône et mort le 3 mai 2015 à Viriat (Ain), est un homme politique français.

## Biographie
Directeur de collège de profession, il est élu sénateur de l'Ain le 24 septembre 1989, et réélu le 27 septembre 1998 au 1er tour de scrutin, sous l'étiquette UDF. Il ne se représente pas en 2008.

## Mandats
- Sénateur de l'Ain de 1989, à 2008.
- Président du conseil général de l'Ain de 1992 à 2004, puis 1er vice-président ;
- Maire de Saint-Nizier-le-Bouchoux de 1977 à 2001.
- Conseiller général de l'Ain de 1979 à 2008